# Lista de capítulos de Tokyo Ghoul
O mangá Tokyo Ghoul escrito e ilustrado por Sui Ishida, foi publicado pela editora Shueisha na revista Young Jump. O primeiro capítulo de Tokyo Ghoul foi publicado em setembro de 2011, e a publicação se encerrou em setembro de 2014, contando com 14 volumes. Nesta página, os capítulos estão listados por volume (os volumes de Tokyo Ghoul não são titulados).
No Brasil, é licenciado e publicado pela editora Panini desde julho de 2015.
Em Portugal, o mangá é licenciado e publicado pela Editora Devir de maio de 2016 a 12 de março de 2019.

## Volumes 1~7
| - 1. Tragédia - 2. Metamorfose - 3. Pesadelo - 4. Café - 5. Território - 6. Retorno - 7. Traição - 8. Kagune - 9. Incubação | - 1. 悲劇 (Higeki) - 2. 異変 (Ihen) - 3. 最悪 (Saiaku) - 4. 珈琲 (Kōhī) - 5. 喰場 (Jikiba) - 6. 帰巣 (Kisō) - 7. 欺罔 (Gimō) - 8. 赫子 (Kagune) - 9. 赫子 (Fuka) |

| - 10. Antiguidades - 11. Máscara - 12. Missão - 13. Pomba - 14. Chuva Súbita - 15. Mãe e Filha - 16. Prisão - 17. Máscara de Coelho - 18. Selvagem - 19. Subterrâneo | - 10. 骨董 (Kottō) - 11. 仮面 (Kamen) - 12. 任務 (Ninmu) - 13. 白鳩 (Shirahato) - 14. 驟雨 (Shūu) - 15. 母娘 (Oyako) - 16. 幽囚 (Yūshū) - 17. 兎面 (Usagi-men) - 18. 未開 (Mikai) - 19. 地下 (Chika) |

| - 20. Portão Branco - 21. Tristeza - 22. Jornal - 23. Desaparecido - 24. Lâmina Oculta - 25. Iluminação - 26. Oponente - 27. Três Pessoas - 28. Círculo - 29. Mado | - 20. 白門 (Shiromon) - 21. 哀悼 (Aitō) - 22. 新聞 (Shinbun) - 23. 失踪 (Shissō) - 24. 隠刃 (Komo ha) - 25. 開眼 (Kaigan) - 26. 対者 (Taisha) - 27. 三人 (San'nin) - 28. 円環 (Enkan) - 29. 真戸 (Mado) |

| - 30. Sabor Amargo - 31. Yoriko - 32. Gourmet - 33. Adulação - 34. Deslize - 35. Batalha Solitária - 36. Preparação - 37. Banquete - 38. Desmontagem - 39. Festa | - 30. 苦味 (Nigami) - 31. 依子 (Yoriko) - 32. 美食 (Bishoku) - 33. 甘言 (Kangen) - 34. 滑台 (Namera-dai) - 35. 孤闘 (Kogun) - 36. 下拵 (Shitagoshira) - 37. 晩餐 (Bansan) - 38. 解体 (Kaitai) - 39. 饗宴 (Kyōen) |

| - 40. Convite - 41. Luar - 42. Curetagem - 43. Cicatriz - 44. Encarnação - 45. Asa Negra - 46. Tocha - 47. Pseudônimo - Gaiden. Rize - 48. Osso Auricular | - 40. 招待 (Shōtai) - 41. 月光 (Gekkō) - 42. 掻爬 (Sōha) - 43. 残痕 (Zankon) - 44. 受肉 (Juniku) - 45. 黒羽 (Kurohane) - 46. 灯火 (Tomoshibi) - 47. 偽名 (Gimei) - 外伝. リゼ (Rize) - 48. 耳骨 (Mimi-kotsu) |

| - 49. Pássaro Engaiolado - 50. Banjou - 51. Decreto - 52. Pilhagem - 53. Lição - 54. Aogiri - 55. Plano - 56. Squirmino - 57. Fuga - 58. Sorriso Deformado | - 49. 籠鳥 (Rōchō) - 50. 万丈 (Banjō) - 51. 勅令 (Chokurei) - 52. 強奪 (Gōdatsu) - 53. 講義 (Kōgi) - 54. 青桐 (Aogiri) - 55. 画策 (Kakusaku) - 56. 蠢動 (Shundō) - 57. 逃奔 (Tōhon) - 58. 歪笑 (Hizumi Emi) |

| - 59. Fechado - 60. Em Alto Astral - 61. Luz Tênue - 62. Kaneki - 63. Ghoul - 64. Um Incômodo - 65. Kakuja - 66. Excisão - 67. Culpa - 68. Destino | - 59. 休業 (Kyūgyō) - 60. 衝天 (Shōten) - 61. 微光 (Bikō) - 62. 金木 (Kaneki) - 63. 喰種 (Kushu) - 64. 邪魔 (Jama) - 65. 赫者 (Kakuja) - 66. 摘出 (Tekishutsu) - 67. 阿責 (Kuma seme) - 68. 邂逅 (Kaigō) |

## Volumes 8~14
| - 69. Aquele Dia - 70. Irmã e Irmão - 71. Duas Pessoas - 72. Metade - 73. Faísca - 74. Persistência - 75. Segredo - 76. Sinais de Fumaça - 77. O Sétimo Prédio - 78. Desvio - 79. Uma Nova Luz | - 69. 過日 (Kajitsu) - 70. 姉弟 (Kyōdai) - 71. 二人 (Futari) - 72. 半端 (Hanpa) - 73. 火花 (Hibana) - 74. 不屈 (Fukutsu) - 75. 秘密 (Himitsu) - 76. 狼煙 (Noroshi) - 77. 七棟 (Nana-mune) - 78. 陽動 (Yōdō) - 79. 新光 (Shinkō) |

| - 80. Promovido - 81. Subordinado - 82. Especialistas - 83. Padre - 84. Emergindo - 85. Um Olho - 86. Visitante - 87. Fofoca - 88. Inseguro - 89. Truque | - 80. 昇任 (Shōnin) - 81. 部下 (Buka) - 82. 識者 (Shikisha) - 83. 神父 (Shinpu) - 84. 浮上 (Fujō) - 85. 隻眼 (Sekigan) - 86. 来客 (Raikyaku) - 87. 噂話 (Uwasabanashi) - 88. 剣呑 (Ken'non) - 89. 奸計 (Kankei) |

| - 90. Perseguição - 91. Fortaleza - 92. Lady - 93. Isca - 94. O Coração - 95. Moradia Temporária - 96. Infiltração - 97. Lua Minguante - 98. Abismo - 99. O Desconhecido - 100. Centopeia | - 90. 追駆 (Okkake) - 91. 剛毅 (Gōki) - 92. 淑女 (Shukujo) - 93. 好餌 (Kōji) - 94. 胸中 (Kyōchū) - 95. 寓居 (Gūkyo) - 96. 潜行 (Senkō) - 97. 下弦 (Kagen) - 98. 深層 (Shinsō) - 99. 未知 (Michi) - 100. 百足 (Mukade) |

| - 101. Complicação - 102. Preto e Branco - 103. Corte de Espinho - 104. Gás - 105. Eu e Eu - 106. Anistia - 107. Fenda - 108. Entediante - 109. Força - 110. Retornando - 111. Vestígios | - 101. 混成 (Konsei) - 102. 白黒 (Shirokuro) - 103. 刺剃 (Sasori) - 104. 瓦斯 (Gasu) - 105. 僕私 (Boku Watashi) - 106. 大赦 (Taisha) - 107. 裂目 (Sakeme) - 108. 人工 (Jinkō) - 109. 吊人 (Tsurushibito) - 110. 帰来 (Kirai) - 111. 線路 (Senro) |

| - 112. Luzes Apagadas - 113. Abrindo Asas - 114. Entrelaçados - 115. Quebrando e Desmoronando - 116. Segundo Encontro - 117. Campo de Arroz Seco - 118. Destrancar - 119. Velhas Memórias - 120. Penetração - 121. Alvo | - 112. 消灯 (Shōtō) - 113. 氾羽 (Hanpa) - 114. 絡身 (Karami) - 115. 破崩 (Hahō) - 116. 再逢 (Saihō) - 117. 乾田 (Kanden) - 118. 解錠 (Kaijō) - 119. 旧九 (Kyūkyū) - 120. 透過 (Tōka) - 121. 正鵠 (Seikoku) |

| - 122. Kisuzu - 123. Retaguarda - 124. Formas de Falar - 125. Paraíso Aniquilado - 126. Pecado Original - 127. Fronteira Estrita - 128. Rua dos Desejos - 129. Teatro - 130. Poder Vencedor - 131. Perguntas Reformadoras - 132. Festival Aberto | - 122. 黄鈴 (Kirin) - 123. 銃後 (Jūgo) - 124. 口前 (Kuchimae) - 125. 壊天 (Kaiten) - 126. 原罪 (Genzai) - 127. 堅縁 (Ken'en) - 128. 街望 (Machi Nozomu) - 129. 芸劇 (Geigeki) - 130. 勝執 (Shōshitsu) - 131. 改問 (Kaimon) - 132. 祭開 (Saikai) |

| - 133. Massa Esmagadora - 134. Tragédia Recaída - 135. Chuva Final - 136. Prisão Oculta - 137. Flor Transbordante - 138. Florescer de Corpos - 139. Graciosa Desordem - 140. Voz Cortada - 141. Criança Marcada - 142. Banquete de Drama - 143. Punição | - 133. 塊砕 (Kaisai) - 134. 倒惨 (Tōsan) - 135. 終雨 (Shūu) - 136. 伏牢 (Fukurō) - 137. 溢花 (Itsuka) - 138. 屍爛 (Shiran) - 139. 畏錯 (Isaku) - 140. 切声 (Sessei) - 141. 痕児 (Konji) - 142. 宴戯 (Engi) - 143. 研 (Ken) |